# Імператор французів

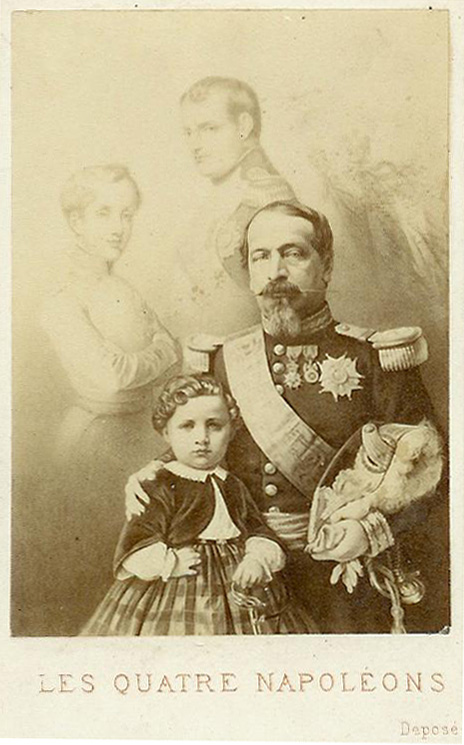
Чотири Наполеони

Імператор французів (фр. Empereur des Français) — титул правителів Французької імперії, який використовується нащадками Дому Бонапартів, починаючи з 14 травня 1804 року, коли Наполеон Бонапарт отримав цей титул в Сенаті Франції і був коронований Імператором французів 2 грудня 1804 в соборі Нотр-Дам де Парі в Парижі з короною Наполеона.
В оригіналі цей титул звучить як «Імператор Французів» й підкреслює, що імператор служить всій Франції та її народу. Стара формула «король Франції» вказував, що королю належить Франція як його особисте володіння.
Новий термін й нова конституція встановлювали конституційну монархію. Назва підкреслювала, що зберігаються всі досягнення та свободи Французької Республіки і демонструвала, що після Французької революції феодальна система була залишена й було створено нову державу з рівноправними громадянами, а главою цієї держави є імператор.

## Історія
Наполеона Бонапарта було короновано імператором 2 грудня 1804 року. Але лише 1 січня 1809 року держава офіційно стала називатись Французька імперія. Титул «Імператор Французький» повинен був продемонструвати, що коронація Наполеона не була відновленням монархії, але введенням нової політичної системи: конституційної Французької імперії.
Правління Наполеона тривало до 22 червня 1815 року, коли він зазнав поразки в битві при Ватерлоо, був засланий і поміщений у в'язницю на острові Святої Єлени, де помер 5 травня 1821 р.
Після французького державного перевороту 1851 р. племінник Наполеона І Луї Наполеон Бонапарт розпустив Національні збори Франції, а Друга французька республіка була перетворена на Другу французьку імперію, утворену після референдуму 7 листопада 1852.
Президент Луї-Наполеон Бонапарт, обраний французьким народом, офіційно став імператором Французьким Наполеоном III 2 грудня 1852 року.
Його правління тривало до 4 вересня 1870 року, коли він був узятий в полон після битви при Седані під час франко-прусської війни. Потім він був змушений емігрувати в Англію, де помер 9 січня 1873.
Після ранньої смерті його єдиного сина Ежена Луї Наполеона в 1879 році, Дім Бонапартів мав ряд претендентів на французький престол. Хоча офіційно Луї Наполеон, незадовго до смерті, назвав своїм спадкоємцем Віктора Жерома Бонапарта.
Зараз претендентами на титул Французького імператора є Шарль, принц Наполеон, та його син Жан-Крістоф, принц Наполеон, якого назвав своїм спадкоємцем в заповіті титулярний Імператор Французький Луї Наполеон VI (1914—1997).

## Повні титули
| Портрет | Ім'я                 | Роки життя                                      | Правління                       | Титул / Примітки | Династія  |
| ------- | -------------------- | ----------------------------------------------- | ------------------------------- | --- | --------- |
|         | 'Наполеон I' Великий | 15 серпня 1769 — 5 травня 1821 (у віці 51 рік)  | 18 травня 1804 — 22 червня 1815 | Його Імператорська й Королівська Величність, Милістю Божою і Конституцією Республіки, Імператор Французький, Король Італії, Протектор Конфедерації Рейну, Медіатор Швейцарської Конфедерації та Со-Принц Андорри. | Бонапарти |
|         | 'Наполеон II'        | 20 березня 1811 — 22 липня 1832 (у віці 21 рік) | 22 червня 1815 — 7 липня 1815   | Його Імператорська Величність, Милістю Божою і Конституцією Республіки, Імператор Французький та Со-Принц Андорри / Син Наполеона I                                                                               | Бонапарти |
|         | 'Наполеон III'       | 20 квітня 1808 — 9 січня 1873 (у віці 64 роки)  | 2 грудня 1852 — 4 вересня 1870  | Його Імператорська Величність, Милістю Божою та волею Народу, Імператор Французький та Со-Принц Андорри / Племінник Наполеона I Кузен Наполеона II                                                                | Бонапарти |